# Ichneumon haematostoma
Ichneumon haematostoma là một loài tò vò trong họ Ichneumonidae.